# Anne de Montmorency
Anne de Montmorency (n. 15 martie 1493, Castelul Chantilly – d. 12 noiembrie 1567, Paris) a fost conetabil (șef suprem al armatei, după rege) și mareșal în Franța, fiind unul dintre cei mai importanți conducători militari francezi din secolul XVI.

## Date biografice
Anne de Montmorency a crescut împreună cu Francisc I al Franței și l-a însoțit pe rege în campaniile sale militare din Italia. El a luat parte la Bătălia de Marignano (1515) și a apărat îmreună cu Pierre du Terrail, Chevalier de Bayard, orașul Charleville-Mézières contra trupelor imperiale a lui Carol Quintul. In Bătălia de la Bicocca (1522) la nord de Milano a reușit să invingă trupele lui Carol Quintul, obținând bastonul de mareșal. In 1525 la Pavia cade însă prinzioner  al împăratului împreună regele francez. După eliberare din prinzionerat face totul pentru răscumpărarea suveranului său. Rgele francez ca recompensă pentru serviciile sale îl va numi guvernator „Gouverneur des Languedoc” și „Grand Maître de France”.  La reluarea luptelor cu trupele imperiale va obține în anul 1536 o victorie strălucită la Susa. Norocul în privința succeselor militare nu-l va părăsi nici în Picardia sau Piemont, merite răsplătite de monarhul francez cu titlul de conetabil (șef suprem al armatei, după rege). Prin legăturile sale strânse pe care le are cu moștenitorul tronului, va cădea în dizgrație, fiind alungat în 1541 de la curte. Insă la urcarea pe tron a lui Henric al II-lea al Franței în 1547 va reabilitat. In 1557 va pierde Bătălia de la Saint-Quentin (1557) împotriva habsburgilor spanioli, căzând în mâna spaniolilor. Pentru a înlesni eliberarea lui a încheiat un pact nefavorabil pentru francezi prin Pacea de la Cateau-Cambrésis (1559) prin care pierde simpatia și încrederea regelui francez, câștigând-o în schimb pe a lui Carol al IX-lea al Franței. După triumviratul format cu Contele de Guise și Mareșalul Saint-André, cade prinzionier în 1562  în mâna prințului de Condé. Fiind eliberat va alunga pe englezi din  Havre și va înfrânge în 1567 la Saint-Denis trupele lui Conde. La două zile după victorie va muri la data de 11 noiembrie 1567 în Paris.

### Copii
Mariajul său a produs 12 copii:
- François (1530–1579), a succedat tatălui său ca duce de Montmorency.
- Henri (1534–1614), a succedat fratelui său mai mare ca duce de Montmorency.
- Charles
- Gabriel
- Guillaume (d. 1593)
- Eléonore (d. 1557) căsătorită cu François de La Tour d'Auvergne, au fost părinții lui Henri de La Tour d'Auvergne, Duce de Bouillon
- Jeanne (1528–1596), căsătorită cu Louis III de La Trémoille.
- Catherine (1532–1624) căsătorită cu Gilbert de Lévis, Duce de Ventadour; au avut copii. Au fost stră-străbunicii lui Anne Geneviève de Lévis
- Marie
- Anne
- Louise
- Madeleine